# François Sérignat
François Sérignat ist ein ehemaliger französischer Para-Tischtennisspieler, der an Veranstaltungen auf internationaler Ebene teilnahm. Er hat an drei Paralympischen Spielen teilgenommen, ist dreifacher Europameister und zweifacher Bronzemedaillengewinner bei Weltmeisterschaften. Er spielte neben Gilles de la Bourdonnaye und Olivier Chateigner.

## Erfolge
| Herren-Einzel 9       |  | Gruppe E     |  | 1   |
| Herren-Einzel 9       |  | Gruppe E     |  | 4   |
| Herren-Einzel 9       |  | Gruppe E     |  | 5   |
| Herren-Einzel 9       |  | Achtelfinale |  | 402 |
| Herrenmannschaften 10 |  | Gruppe A     |  | 1   |
| Herrenmannschaften 10 |  | Gruppe A     |  | 2   |
| Herrenmannschaften 10 |  | Halbfinale   |  | 201 |
| Herrenmannschaften 10 |  | Finale       |  | 101 |

| Herrenmannschaften 10 |  | Gruppe B      |  | 4   |
| Herrenmannschaften 10 |  | Gruppe B      |  | 5   |
| Herrenmannschaften 10 |  | Halbfinale    |  | 201 |
| Herrenmannschaften 10 |  | Finale        |  | 101 |
| Herrenmannschaften 10 |  | Gruppe B      |  | 1   |
| Herren-Einzel 9       |  | Viertelfinale |  | 304 |
| Herren-Einzel 9       |  | Gruppe C      |  | 5   |
| Herren-Einzel 9       |  | Gruppe C      |  | 1   |
| Herren-Einzel 9       |  | Gruppe C      |  | 4   |

| Herren-Einzel 8        |  | Gruppe A                    |  | 2   |
| Herren-Einzel 8        |  | Gruppe A                    |  | 4   |
| Herren-Einzel 8        |  | Gruppe A                    |  | 6   |
| Herrenmannschaften 6–8 |  | Viertelfinale               |  | 303 |
| Herrenmannschaften 6–8 |  | Halbfinale                  |  | 202 |
| Herrenmannschaften 6–8 |  | Spiel um die Bronzemedaille |  | 102 |